# Nupserha seychellarum
Nupserha seychellarum là một loài bọ cánh cứng trong họ Cerambycidae.